# Mark Sandrich
Mark Sandrich (Nova Iorque, Nova Iorque, 26 de outubro de 1900 – Hollywood, Califórnia, 4 de março de 1945) foi um cineasta norte-americano.

## Vida e carreira
Engenheiro formado pela Universidade de Columbia, Sandrich entrou para o mundo do cinema por acaso: em 1922, ao visitar uma prima nos cenários onde um filme estava sendo rodado, ele resolveu um problema elétrico para o diretor. Com isso, ofereceram-lhe um emprego no departamento técnico. Por fim, em 1927, começou a dirigir comédias de dois rolos.
Após dois longas-metragens, assinou com a RKO em 1930. Aqueles, porém, eram tempos de transição para as complexidades do cinema sonoro, e Sandrich viu-se entregue aos curtas de novo. Para sua sorte, um deles, So This Is Harris, ganhou um Oscar em 1933, o que o credenciou para voos maiores. Depois de algumas produções de rotina, foi escalado para The Gay Divorcee, o primeiro musical de Fred Astaire e Ginger Rogers. Acabou por dirigir os melhores filmes da dupla na década de 1930,—cinco ao todo.
Por volta de 1938, a RKO, em dificuldades financeiras, já não podia mais garantir a qualidade técnica e artística que suas películas exigiam, o que o levou para a Paramount. De 1940 em diante, produziu todos seus filmes. Em meio a outros musicais e também comédias com Jack Benny, Sandrich colheu um novo grande sucesso com Holiday Inn (1942). O filme o reuniu a Astaire mais uma vez e ganhou um Oscar com a canção White Christmas, cantada por Bing Crosby.
Mark Sandrich faleceu prematuramente em 1945, de ataque cardíaco, enquanto preparava Blue Skies, outro musical com Fred Astaire e Bing Crosby. (A produção foi lançada no ano seguinte, com Stuart Heisler no comando). Sandrich era casado com Freda W. Sandrich, com quem teve dois filhos: Jay Sandrich e Mark Sandrich Jr., ambos diretores de séries de TV.

## Premiações
| Prêmio                              | Ano  | Filme          | Situação |
| ----------------------------------- | ---- | -------------- | -------- |
| Copa Mussolini (Festival de Veneza) | 1937 | Shall We Dance | Indicado |

## Filmografia (exceto curtas)
| Ano  | Nome original               | Nome PT/BR                 | Nome PT/PT                  |
| ---- | --------------------------- | -------------------------- | --------------------------- |
| 1928 | Runaway Girls               |                            | Raparigas à Solta           |
| 1929 | The Talk of Hollywood       |                            |                             |
| 1933 | Melody Cruise               | Melodia dos Amores         | Melodia Azul                |
| 1933 | Aggie Appleby, Maker of Men | Treinando Homens           |                             |
| 1934 | Hips, Hips, Hooray!         | Hip, Hipie, Hurrah         | Hip! Hip! Hurrah!           |
| 1934 | Cockeyed Cavaliers          | Os Bambas da Idade Média   | Cavaleiros de Capa e Espada |
| 1934 | The Gay Divorcee            | A Alegre Divorciada        | A Alegre Divorciada         |
| 1935 | Top Hat                     | O Picolino                 | Chapéu Alto                 |
| 1936 | Follow the Fleet            | Nas Águas da Esquadra      | Siga a Marinha              |
| 1936 | A Woman Rebels              | Liberta-Te, Mulher         | Revoltada                   |
| 1937 | Shall We Dance              | Vamos Dançar?              | Vamos Dançar?               |
| 1938 | Carefree                    | Dance Comigo               | Quero Sonhar Contigo        |
| 1939 | Man About Town              | O Terror dos Maridos       | Tenòrio à Força             |
| 1940 | Buck Benny Rides Again      | Romeu a Cavalo             | Por Sua Dama                |
| 1940 | Love Thy Neighbor           | Dois Bicudos Não Se Beijam | Ama o Teu Vizinho           |
| 1941 | Skylark                     | Com Qual dos Dois?         | Amor ou Negócios?           |
| 1942 | Holiday Inn                 | Duas Semanas de Prazer     | Quinze Dias de Prazer       |
| 1943 | So Proudly We Hail!         | Legião Branca              | A Legião Branca             |
| 1944 | I Love a Soldier            | Serei Sempre Tua           | Eu Amo Um Soldado           |
| 1944 | Here Come the Waves         | A Tentação da Sereia       | A Tentação da Sereia        |